# Bruce Beresford
Bruce Beresford (Sydney, 16 augustus 1940) is een Australische filmregisseur, scriptschrijver en filmproducent. Hij werkt in zowel Australië als de Verenigde Staten.

## Levensloop
Hij zat op de The King's School (Sydney). In 1984 kreeg hij voor zijn dramafilm Tender mercies met Robert Duvall en Tess Harper in de hoofdrol een Oscarnominatie voor de beste regisseur. In 1989 voert hij de regie bij Driving Miss Daisy, dat een jaar later een Oscar in de wacht sleept voor de beste regie.
In 1985 trouwde hij met Virginia Duigan. Hun dochter Trilby Beresford acteert en ook zijn dochter bij zijn eerste vrouw zit in de filmindustrie.

## Filmografie
- 1972 : The Adventures of Barry McKenzie
- 1974 : Barry McKenzie Holds His Own
- 1975 : Side by Side
- 1976 : Don's Party
- 1978 : The Getting of Wisdom
- 1978 : Money Movers
- 1980 : Breaker Morant
- 1980 : The Club
- 1981 : Puberty Blues
- 1983 : Tender Mercies
- 1985 : King David
- 1986 : The Fringe Dwellers
- 1986 : Crimes of the Heart
- 1988 : Aria
- 1989 : Her Alibi
- 1989 : Driving Miss Daisy
- 1990 : Mister Johnson
- 1991 : Black Robe
- 1993 : Rich in Love
- 1994 : A Good Man in Africa
- 1994 : Silent Fall
- 1996 : Last Dance
- 1997 : Paradise Road
- 1999 : Sydney: A Story of a City
- 1999 : Double Jeopardy
- 2001 : Bride of the Wind
- 2002 : Evelyn
- 2003 : And Starring Pancho Villa as Himself (TV)
- 2006 : The Contract
- 2007 : A Dream of Red Mansions (in productie)
- 2008 : Rhapsody
- 2008 : A Woman of No Importance (pre-productie)
- 2008 : Long Tan

## Scenarioschrijver
- 1972 : The Adventures of Barry McKenzie
- 1974 : Barry McKenzie Holds His Own
- 1975 : Side by Side
- 1978 : Money Movers
- 1980 : Breaker' Morant
- 1986 : The Fringe Dwellers
- 1987 : Aria
- 1994 : Curse of the Starving Class
- 1997 : Paradise Road

## Producent
- 1967 : You're Human Like the Rest of Them
- 1970 : Paradigm
- 1970 : Magritte: The False Mirror
- 1974 : Barry McKenzie Holds His Own
- 1994 : A Good Man in Africa
- 1994 : Curse of the Starving Class

## Boek
In augustus 2007 publiceerde hij zijn memoires:
- Josh Hartnett Definitely Wants To do This... True Stories From A Life In The Screen Trade